# Volba (Dr. House)
Volba (v anglickém originále The Choice) je dvacátá epizoda z šesté řady amerického lékařského dramatu Dr. House.
Byla první epizodou od prvních sedmi epizod první sezóny, kterou sledovalo méně než 10 miliónů diváků v premiérovém vysílání.

## Děj
Tým se ujme případu nemocného ženicha Teda (Adam Garcia). Omdlel na své svatbě poté, co prodělal afázii (ztrátu hlasu). House ho neočekávaně píchá jehlou a Ted říká "ow". House tvrdí, že to Ted předstírá, aby se vyhnul svatbě. Když je však propouštěn, má pleurální výpotek.
Třináctka a Taub kontrolují místo, kde Ted bydlel, než se přestěhoval do domu současné snoubenky, ale majitel se vrací a vidí je. Majitel, Cotter, tvrdí, že je Tedovým bývalým přítelem po dobu tří let. Tým testuje Teda na HIV, ale je negativní. Třináctka s ním mluví zjišťuje, že prodělal „léčbu homosexuality“, aby se stal heterosexuálem. Šlo o elektrickou křečovou terapii a bylo mu injikováno mnoho různých chemikálií.
Chemikálie by mohly vysvětlit pleurální výpotek a ECT mohl vysvětlit zbytek. Tým si myslí, že ECT mohla způsobit trauma hlavy. Během EKG má Ted infarkt. Foreman se rozhodne udělat angiogram, aby zjistil, zda se jedná o blokaci nebo krvácení. Tým přijde připravit Teda na jeho angio, ale pokaždé, když se posadí, omdlí, a stabilizuje se, až když si lehne. House si myslí, že by to mohl být syndrom posturální ortostatické tachykardie (POTS), který způsobí pokles jeho krevního tlaku, když je vzpřímený.
Zatímco Ted spí, Cotter přijde na návštěvu, ale když vezme Teda za ruku, Nicole ho požádá, aby odešel. Nicole se později Teda ptá, kdo přesně je Cotter. Ted připouští to, že si myslel, že je gay, ale byl vyléčen a trvá na tom, že je teď heterosexuál. V tu chvíli začne mít Ted silnou bolest hlavy. To vede House k přemýšlení o infekci. Taub navrhuje mozkovou infekci, která by vysvětlovala bolesti hlavy a způsobovala POTS. Mohla by se také rozšířit do srdce. Provádějí tedy lumbální punkci. Tedovy testy jsou negativní na infekci a jeho bolesti hlavy se zhoršují. House si myslí, že punkce způsobila tlak v netěsnosti a zhoršil bolesti hlavy. Později zjišťují, že to není POTS.
Dostanou Nicole, Teda a Cottera do stejné místnosti, aby znovu přepracovali Tedovu historii a doufali, že to bude přesnější. Nicole říká, že Ted má někdy erektilní dysfunkci, ale Cotter tvrdí, že takové problémy spolu nikdy neměli. Taub naznačuje, že arteriální onemocnění způsobující akutní ischémii může vysvětlit srdce, neurologické příznaky a možná i POTS. Test ukazuje, že s krevním tokem penisu je všechno normální. Taub naznačuje nádor hypofýzy, který by mohl vysvětlit jeho libido a srdeční problémy, a pokud je nádor dostatečně velký, také bolesti hlavy a synkopy. Tým kontroluje jeho hladinu prolaktinu a provede MRI jeho hypofýzy.

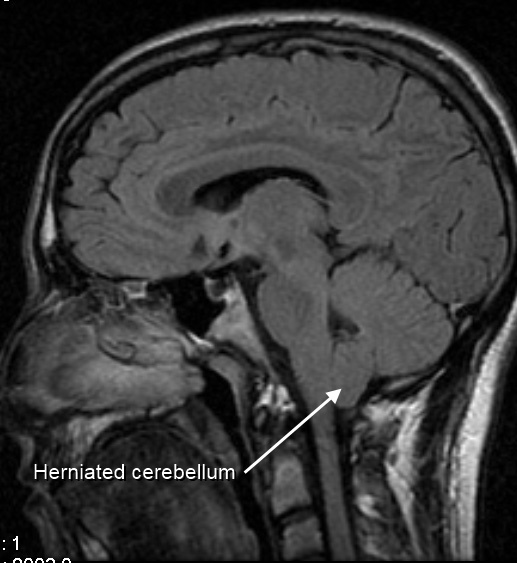
Arnoldova–Chiariho malformace

V průběhu řeči s Wilsonem, House dostává nápad. Ted má Arnold-Chiariho malformaci, zúžení v dolní části lebky. Tedova terapie způsobila, že jeho mozek nabobtnal natolik, aby zaplnil otvor a odřízl CSF. Jeho příznaky způsoboval mozek, co tlačil proti hypofýze. Prohlašuje, že si vybral život, který chce vést, že miluje svou snoubenku a chce se oženit. Říká, že si musí vybrat a nemůže si ho vzít.
Mezitím House tráví se svými kolegy z nemocnice volný čas. Taub pozve House na večeři, Třináctka ho pozve, aby šel s ní do lesbického baru, a House zazpívá karaoke ztvárnění „Midnight Train to Georgia“ s Foremanem a Chasem. Ukázalo se, že Wilson podplácí členy Housova týmu, protože se stará o Housův blahobyt. Platí jim, aby trávili čas s Housem, takže má někoho, kdo má být, zatímco Wilson tráví čas se Sam. Je také zřejmé, že Housova bolest začíná být příliš velká, protože se začíná ulevovat alkoholem.
Epizoda končí, když se Cuddyová zeptá House, jestli by s ní šel na večeři. Prohlašuje, že chce být přáteli, a House retortuje, jako závěrečnou poznámku, že je to ta poslední věc, kterou teď chce, s nevysloveným návrhem, že chce více. Poslední scéna spočívá v tom, že House hladil nohu bolestí, podíval se na ibuprofen, než se rozhodl vytáhnout láhev alkoholu ze svého stolu a začít pít.

## Diagnózy
- správná diagnóza: Arnoldova–Chiariho malformace